# دانکریک (شهرستان کاس، ایندیانا)
دانکریک (به انگلیسی: Dunkirk) یک منطقهٔ مسکونی در ایالات متحده آمریکا است که در شهرستان کاس، ایندیانا واقع شده‌است. دانکریک ۱۸۵٫۰۲ متر بالاتر از سطح دریا واقع شده‌است.